# Gliese 412
Désignations
Gliese 412 (ou GJ 412) est une étoile binaire située à 15,8 années-lumière du Soleil dans la constellation de la Grande Ourse. C'est le 43e système stellaire le plus proche du système solaire. La composante B, également désignée WX Ursae Majoris, est une variable éruptive.

## Voir également
- Liste d'étoiles et de naines brunes proches